# Kristián Hynek (kameraman)
Kristián Hynek (* 26. ledna 1944) je český kameraman, pedagog a příležitostný herec. Jeho synem je bývalý český cyklista Kristián Hynek.

## Filmové dílo
2007
- O dívce, která šlápla na chléb

2003
- Probuzená skála

2001
- Podzimní návrat

1999
- Isabela, vévodkyně Bourbonská

1998
- Třikrát život, třikrát smrt

1999
- Kocourkov
- Nositel neštěstí

1991
- Vyžilý Boudník
- Závist

1990
- Vzpomínka na břehu moře

1987
- Bitva na kopci

1986
- Bumerang
- Stopy ve skle

1985
- Dva t. č. v zel. hl. dvě veselé nekuř.

1983
- Pánská jízda